# ستيوارت بينز
ستيوارت بينز (بالإنجليزية: Stewart Binns)‏ هو صانع أفلام وثائقية بريطاني، ولد في 2 أغسطس 1950 في لانكستر في المملكة المتحدة.

## وصلات خارجية
- ستيوارت بينز على موقع IMDb (الإنجليزية)
- ستيوارت بينز على موقع قاعدة بيانات الفيلم (الإنجليزية)